# Miklós Meszéna
Miklós Meszéna (ur. 14 grudnia 1940 w Budapeszcie, zm. 29 lipca 1995 tamże) – węgierski szermierz, szablista, brązowy medalista olimpijski i wielokrotny medalista mistrzostw świata.
Na igrzyskach olimpijskich w Tokio w 1964 roku zajął piąte miejsce w turnieju drużynowym. Na rozgrywanych cztery lata później igrzyskach olimpijskich w Meksyku wspólnie z Tamásem Kovácsem, Tiborem Pézsą, Jánosem Kalmárem i Péterem Bakonyim zdobył drużynowo brązowy medal. W obu przypadkach w zawodach indywidualnych nie startował. 
Podczas mistrzostw świata w Turynie w 1961 roku razem z Tamásem Mendelényim, Péterem Bakonyim, Gáborem Delnekym, Zoltánem Horváthem i Rudolfem Kárpátim zdobył brązowy medal w zawodach drużynowych. W tej samej konkurencji zdobywał następnie złoty medal na mistrzostwach świata w Moskwie (1966), srebrne na mistrzostwach świata w Buenos Aires (1962), mistrzostwach świata w Montrealu (1967), mistrzostwach świata w Ankarze (1970) i mistrzostwach świata w Wiedniu (1971) oraz kolejne brązowe na mistrzostwach świata w Gdańsku (1963) i mistrzostwach świata w Hawanie (1969). Ponadto wywalczył indywidualnie srebrny medal na mistrzostwach świata w Paryżu (1965), przegrywając tylko z Polakiem Jerzym Pawłowskim.
Dwunastokrotnie zdobywał mistrzostwo Węgier w zawodach drużynowych: 1958, 1960–1967 i 1969–1971.